# Lipiodol
Lipiodol je radio-neprozirni kontrastni agens koji se primenjuje putem injekcije. On se sastoji od joda u kombinaciji sa etil esterima masnih kiselina ulja maka, prvenstveno etil monojodostearat i etil dijodostearat. Precizna struktura nije poznata.

## Literatura
- Hardman JG, Limbird LE, Gilman AG (2001). Goodman & Gilman's The Pharmacological Basis of Therapeutics (10. изд.). New York: McGraw-Hill. ISBN 0071354697. doi:10.1036/0071422803.
- Thomas L. Lemke; David A. Williams, ур. (2007). Foye's Principles of Medicinal Chemistry (6. изд.). Baltimore: Lippincott Willams & Wilkins. ISBN 0781768799.